# X 논문

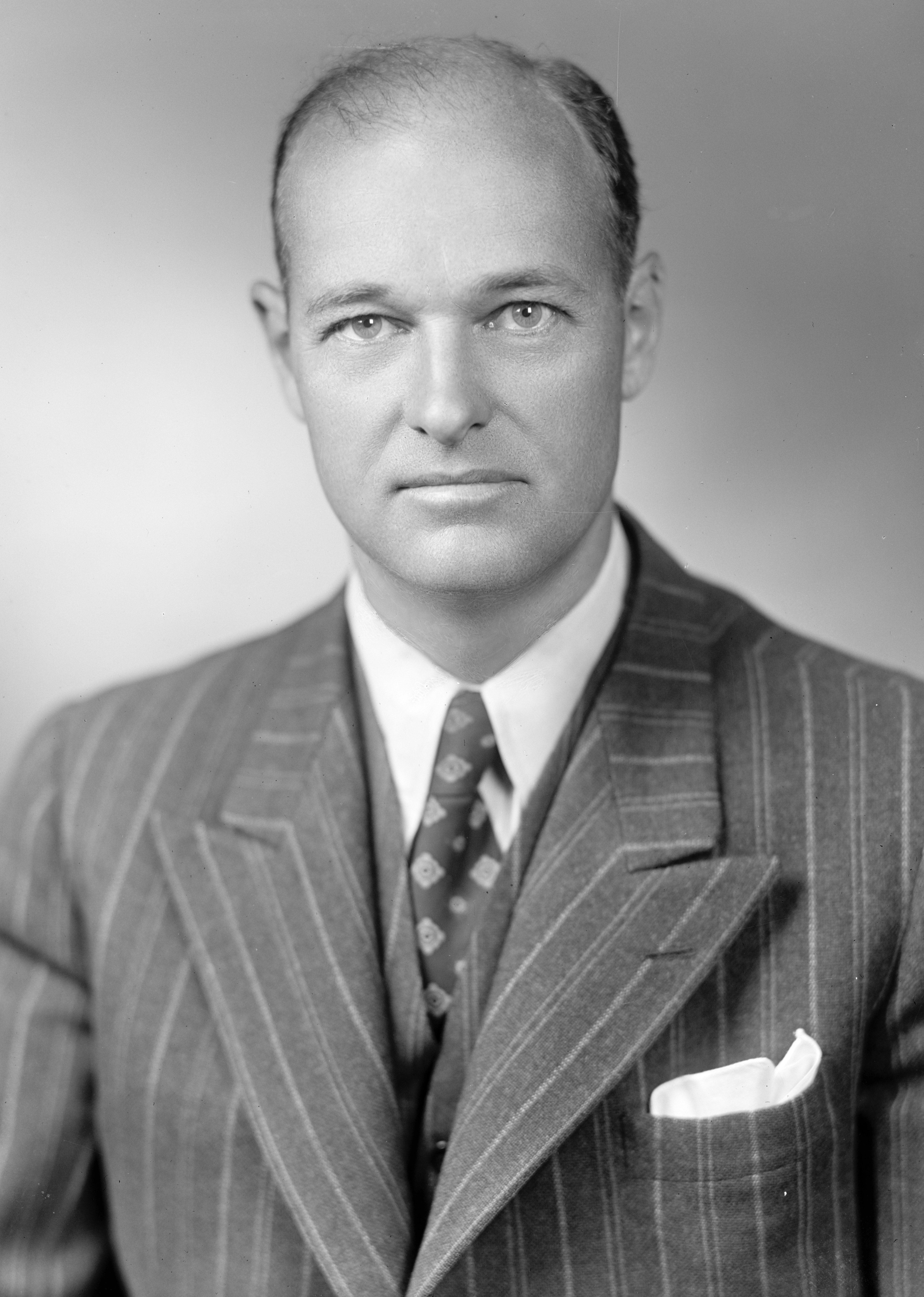
1947년의 조지 케넌. 같은 해 포린 어페어스는 그의 글 "소련 행동의 원천"을 "X"라는 가명으로 출판했다.

"소련 행동의 원천"(영어: The Sources of Soviet Conduct)은 흔히 "X 논문"(영어: X Article)으로 불리며, 조지 케넌이 쓴 기고문으로 1947년 7월 포린 어페어스지에 "X"라는 가명으로 출판되었다. 이 글은 "봉쇄 정책"이라는 용어를 널리 알리고, 소련에 대한 이 개념의 전략적 사용을 옹호했다. 이 글은 케넌이 1946년 2월에 보낸 기밀 전보에 담긴 사상을 확장한 것으로, 케넌의 국무부 번호로 "511"로 공식 확인되었지만, 그 길이 때문에 비공식적으로 "긴 전보"(long telegram)라고 불렸다.
케넌은 1946년 2월 이오시프 스탈린의 연설이 미칠 영향에 대한 문의에 답하기 위해 긴 전보를 작성했다. 스탈린의 연설은 이전 발언들과 일치했지만, 미국 언론과 대중에게 공포를 불러일으켰다. 타임지는 이 연설을 "V-J 데이 이후 최고위 정치인이 한 가장 호전적인 발언"이라고 평했다. 긴 전보는 러시아 통치자들의 역사와 마르크스-레닌주의 이데올로기를 서술하며 소련의 동기를 설명했다. 이 전보는 소련 지도자들이 대중의 지지 부족에도 불구하고 계속 권력을 유지하기 위해 외부 세계를 적대적으로 묘사하는 데 이데올로기를 사용했다고 주장했다. 워싱턴 관료들은 이 기밀 메시지를 신속히 읽고 소련 행동에 대한 최선의 설명으로 받아들였다. 이로 인해 케넌은 국무부 내에서 정부 최고의 소련 전문가 중 한 명으로 명성을 얻게 되었다.
1947년 1월 외교협회에서 케넌이 소련 외교 관계에 대해 연설하는 것을 들은 국제 은행가 R. 고든 와슨은 그가 포린 어페어스지에 자신의 견해를 공유할 것을 제안했다. 케넌은 1947년 1월 말 제임스 포레스탈 해군장관에게 제출했던 글을 수정했지만, 정부 직책 때문에 자신의 이름으로 출판할 수 없었다. 그의 상사들은 익명으로 출판될 경우 기고문을 출판하는 것을 승인했다. 포린 어페어스는 이 기고문을 단순히 "X"에게 귀속시켰다. 긴 전보와 유사한 견해를 표명한 이 글은 반공주의적 성향이 강했으며, 봉쇄의 기본 이론을 소개하고 설명했다. 이 기고문은 널리 읽혔는데, 트루먼 독트린을 언급하지는 않았지만(주로 트루먼의 연설 이전에 작성되었으므로), 곧 트루먼 독트린 정책의 표현으로 여겨지게 되었다. 회고적 평론가들은 이 기고문의 영향에 대해 논쟁을 벌이지만, 헨리 키신저는 이를 "그 시대의 외교 독트린"이라고 언급했다.

## 배경

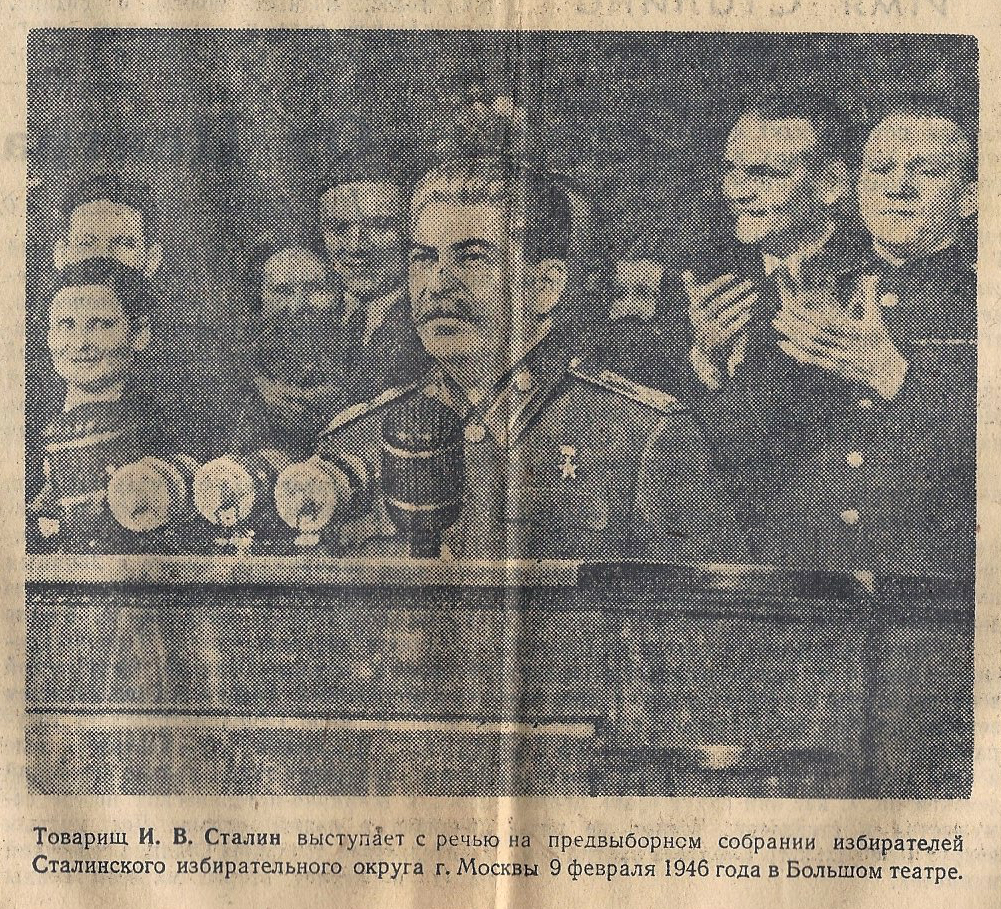
케넌의 긴 전보는 1946년 2월 9일 이오시프 스탈린의 볼쇼이 극장 연설(사진) 분석으로 시작되었다.

공산당 서기장이자 사실상의 소련 지도자인 이오시프 스탈린은 상징적인 1946년 최고 소비에트 선거 전날 밤인 1946년 2월 9일 볼쇼이 극장에서 연설했다. 이 연설은 외교 정책을 다루지 않고 대신 산업 확대를 공약했다. 그는 마르크스-레닌주의 이론을 들어 확대를 정당화하며, 자본주의가 본질적으로 갈등을 지향한다고 경고했다.
스탈린의 연설은 미국 언론과 대중에게 공포를 불러일으켰고, 타임지는 이를 "V-J 데이 이후 최고위 정치인이 한 가장 호전적인 발언"이라고 평했다. 당시 미국 국무부에서 모스크바 임시대리대사로 일하던 조지 케넌은 이 연설이 일상적이고 스탈린의 이전 발언을 반영한다고 보았다. 이를 염두에 두고 그는 국무부에 연설의 간단한 요약본만 보냈다. 스탈린의 익숙한 발언에도 불구하고, 소련이 최근 브레턴우즈를 거부하고 미국과 캐나다에서 핵 스파이 활동의 증거가 발견되는 등 연설이 이루어진 맥락은 워싱턴 관리들을 경각심을 불러일으켰다. 1982년 인터뷰에서 전직 외교관 엘브리지 더브로우는 스탈린의 연설이 사실상 "세상은 망해버려라"라고 말한 것과 같았다고 표현했다. 해리 트루먼 미국 대통령은 소련의 정책에 혼란을 느꼈는데, 때로는 호전적으로 보이고 때로는 자제력을 발휘하는 모습이었다. 지도자들은 기존의 상호주의 전략이 소련에게 비효율적이라는 결론에 점점 도달하고 있었지만, 대체 전략은 없었다.
케넌의 이전 전보를 읽었던 더브로우와 또 다른 외교관 H. 프리먼 매튜스는 케넌이 연설에 대해 상대적으로 침묵하는 것에 혼란을 느꼈다. 2월 13일, 매튜스는 제임스 F. 번즈 국무장관의 서명을 받아 분석을 요청하는 메시지를 작성했다. 이 메시지는 언론과 대중의 반응이 "지금까지 느껴지지 않았던 정도"였다고 묘사하며, "발표된 이 정책들의 미래 구현에 대해 우리가 무엇을 기대할 수 있는지에 대한 해석적 분석을 받기를 환영한다"고 밝혔다. 최근 주소련 대사직에서 돌아온 W. 애버럴 해리먼은 케넌과 이야기를 나누고 철저한 분석을 작성하도록 격려했다.

## "긴 전보"
케넌은 1946년 2월 22일 비서 도로시 헤스먼에게 최종 버전을 구술하기 전에 초고를 작성했을 가능성이 높다. 밤늦게 작업을 마친 그는 모스크바 모호바야 코드룸으로 메시지를 가져가 워싱턴으로 전보를 보냈다. 이 메시지는 5,000단어가 조금 넘는 길이로, 국무부 역사상 가장 긴 전보였기 때문에 즉시 "긴 전보"라고 불렸다.
케넌의 국무부 번호로 "511"로 식별된 이 메시지는 소련의 배경, 현재 특징, 미래 전망, 그리고 이것이 미국에 미칠 영향을 다루는 다섯 부분으로 나뉜다. 길이에 대한 사과로 시작하지만, 당시의 모든 긴급한 문제에 한 번에 답해야 할 필요성을 언급한다. 케넌은 소련의 관점에서 세상을 사회주의와 자본주의 부문으로 나누면서 설명을 시작한다. 미국과 영국 간의 동맹은 실패할 수밖에 없었고, 그들 간의 전쟁이나 소련에 대한 공동 공격으로 이어질 것이라고 보았다. 소련은 궁극적으로 그러한 충돌에서 승리할 것이라고 믿었지만, 그동안 힘을 키우고 자본주의자들의 갈등 경향을 이용해야 할 것이라고 했다. 케넌은 이러한 생각들을 터무니없다고 묘사하며, 자본주의 국가들이 실패하고 있지 않으며 항상 갈등 상태에 있는 것도 아니라고 지적했다. 나아가 그는 미국과 영국이 의도적으로 소련과의 전쟁에 돌입할 것이라는 생각은 "순전히 허튼소리"라고 묘사했다.
소련 정책은 실제로 소련과 소련 지배 하의 인접 지역을 합쳐서 자급자족을 추구하는 것에 지배될 것이다. ... [소련은] 국가 간 일반적인 경제 협력 원칙에 대해 냉담한 공식 태도를 보일 가능성이 높다.
소련 지도자들이 이러한 비논리적인 정서에 도달한 것은, 그가 설명했듯이, "... 크렘린의 세계관의 근본에는 러시아인의 전통적이고 본능적인 불안감이 깔려 있다." 이전 러시아 통치자들의 권위는 "형태는 고풍스럽고, 심리적 기반은 취약하고 인위적이며, 서방 국가들의 정치 체제와 비교하거나 접촉할 수 없었다." 러시아 역사에 대한 이러한 이해는 마르크스-레닌주의 이데올로기와 결합되었다. 서방을 대하는 그들의 고집은 필연에서 비롯되었다. 나머지 세계를 적대적으로 보는 것은 "그들이 통치하는 법을 몰랐던 독재, 그들이 가하지 않으면 안 된다고 느꼈던 잔인함, 그들이 요구해야 한다고 느꼈던 희생"에 대한 변명을 제공했다. 소련이 지속적인 실패를 경험하거나 지도자가 그들의 행동이 국가 이익에 부정적인 영향을 미친다는 확신을 가질 때까지, 서방은 소련으로부터 어떤 상호주의도 기대할 수 없었다.
케넌은 이어서 소련 정부를 두 가지 별개의 공간으로 이해할 수 있다고 설명했다. 하나는 공식적이고 가시적인 정부이고, 다른 하나는 공식적인 인정 없이 운영되는 정부이다. 전자는 국제 외교에 참여하는 반면, 후자는 자본주의 국가들을 가능한 한 많이 약화시키려고 시도할 것이며, 여기에는 "국가적 자신감을 파괴하고, 국방 조치를 방해하며, 사회 및 산업 불안을 증가시키고, 모든 형태의 분열을 조장하려는 노력"이 포함된다. 그는 소련이 궁극적으로 서방과의 화해를 기대하지 않는다고 보았다.
케넌은 구체적인 행동 방침을 제시하는 대신, 소련과의 상호 작용에서 용기와 자신감을 유지하는 것과 같은 보다 일반적인 해결책을 제시하며 결론을 내렸다. 위협을 관리하려면 "전쟁에서 주요 전략 문제를 해결하는 것과 동일한 철저함과 주의, 그리고 필요하다면 계획 노력에 대한 작은 지출이 필요할 것"이라고 썼다. 그는 나치 독일에 비해 소련은 훨씬 더 인내심이 많고 종종 위험을 회피하는 경향이 있다고 썼다. 러시아가 서방보다 약하고, 지도자 교체 절차가 제대로 갖춰져 있지 않으며, 너무 많은 영토를 흡수했고, 국민들에게 영감을 주지 못하며, 부정적인 선전에 과도하게 의존하고 있다는 점은 "우리가 러시아를 다루는 문제에 침착하고 좋은 마음으로 접근할 수 있다"는 것을 의미했다.
케넌은 국제 공산주의의 위협에 대해 미국 대중을 교육할 필요성을 강조했다. 서방 사회를 강하게 유지하는 것이 공산주의의 팽창 경향을 막는 데 중요했다. "소련 공산주의 문제에 대처하는 데 있어 우리에게 닥칠 수 있는 가장 큰 위험은 우리가 대처하는 대상과 같아지도록 내버려 두는 것이다."

## "긴 전보"의 영향

### 미국 외교 정책에 미친 영향

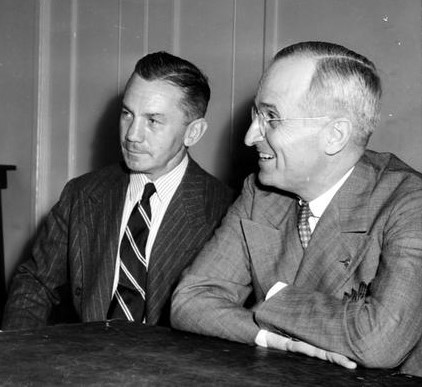
제임스 포레스탈 해군장관(왼쪽)은 "긴 전보"의 확산에 크게 기여했으며, 해리 S. 트루먼 대통령(오른쪽) 등에게도 읽히도록 했다.

매튜스는 케넌에게 전보를 칭찬하는 전보를 보내며 "훌륭하다"고 묘사했고, "여기서 이 문제로 고생하는 우리에게 이 전보의 중요성을 아무리 강조해도 지나치지 않다"고 덧붙였다. 번스도 칭찬하며 "지대한 관심으로 읽었다"고 쓰고 "훌륭한 분석"이라고 묘사했다. 해리먼은 덜 열광적이었는데, "꽤 길고, 부분적으로는 읽기 좀 지루하다"고 말했다. 그럼에도 불구하고 그는 사본을 제임스 포레스탈 해군장관에게 보냈다. 포레스탈은 긴 전보의 확산에 크게 기여했으며, 워싱턴 전역에 사본을 보냈다. 이 전보는 기밀 문서치고는 이례적으로 많은 독자를 확보했는데, 독자 중에는 주쿠바 대사 헨리 노어웹, 영국 외교관 프랭크 로버츠, 조지 마셜 원수, 그리고 트루먼 대통령 등이 있었다.
이 긴 전보는 워싱턴 관료들에게 소련 행동에 대한 최선의 설명으로 빠르게 읽히고 받아들여졌다. 정책 입안자, 군 관계자, 정보 분석가들은 일반적으로 소련의 주요 외교 정책 목표가 공산주의 국가 아래의 세계 지배라는 점을 이해하게 되었다. 역사가 존 루이스 개디스는 긴 전보의 궁극적인 영향은 "나머지 냉전 기간 동안 미국의 소련에 대한 전략의 기초가 되었다"는 것이며, "정부 최고의 소련 전문가라는 명성을 [케넌에게] 안겨주었다"고 썼다. 1967년, 케넌은 "내 명성이 만들어졌다. 이제 내 목소리가 들리게 되었다"고 회고했다. 1946년 4월 중순, 포레스탈의 강력한 요청으로 케넌은 미국 국방참모대학교에 외교 담당 부관으로 임명되었다.
트루먼 행정부는 소련이 서방에 대해 합리적인 불만을 가지고 있지 않으며 자본주의 국가들과 결코 협력하지 않을 것이라는 케넌의 결론을 신속히 받아들였다. 따라서 소련의 우려를 해결하려 노력하는 것은 무의미했으며, 소련의 이익을 봉쇄하는 정책이 최선의 대응책이 되었다. 역사가 루이 할레는 긴 전보의 출현 시기가 중요했다고 썼다. "[국무부가]... 새로운 지적 기반을 찾으려 허둥대던 바로 그 시기에 나타났다"는 것이다. 그는 이어서 이 전보가 "스스로를 연결할 수 있는 새롭고 현실적인 개념"으로 작용했다고 말한다. 개디스와 역사가 윌슨 D. 미스캠블은 모두 할레가 케넌이 국무부 사고방식에 미친 영향을 과장했다고 보며, 국무부가 이미 소련에 대한 보다 적대적인 입장으로 나아가고 있었다는 점을 강조한다. 하지만 미스캠블은 "케넌의 전보가 특히 미국이 소련과 비적대적 관계를 유지할 가능성과 관련하여 부서의 사고방식에 촉매 효과를 발휘했다는 것은 의심의 여지가 없다"고 인정한다.
이전의 나의 문학적 노력들이 겨냥했던 종에서 희미한 소리조차 내지 못했던 반면, 이번 것은 놀랍게도 정확히 종을 쳐서 몇 달 동안이나 사라지지 않을 울림을 만들어냈다.
다른 관점에서, 매튜스는 1946년 3월 12일자 서신에서 행정부가 긴 전보 이전에 이미 소련의 이익에 부응하지 않는 방향으로 나아가고 있었다고 언급하며, 번스가 케넌의 메시지를 읽기 전에 작성된 2월 28일 연설을 지적했다. 연설에서 번스는 다음과 같이 설명한다. "우리는 유엔 헌장의 목적에 반하여 강압이나 위협이 사용될 경우 방관하지 않을 것이며 방관할 수도 없다. ... 우리가 강대국이 되려면 우리 자신의 안보를 보장할 뿐만 아니라 세계 평화를 보존하기 위해서라도 강대국으로서 행동해야 한다." 매튜스는 긴 전보가 대신 행정부의 후속 조치에 대한 근거가 될 것이라고 설명한다. 역사가 멜빈 P. 레플러는 긴 전보가 널리 퍼지기 전에 이미 합동참모본부가 1946년 2월에 "소련과의 협력은 원칙의 타협뿐만 아니라 유럽과 극동에서의 러시아 영향력 확대를 저지해야 한다"고 결론 내렸다는 점을 지적한다.

### 소련에 미친 영향
긴 전보는 기밀 문서였지만, 소련 정보기관에도 사본이 유출될 정도로 널리 퍼졌다. 스탈린도 이 전보를 읽고 자신의 주미국 대사 니콜라이 노비코프에게 워싱턴에서 모스크바로 유사한 전보를 보내라고 지시했다. 소련 외무장관 뱌체슬라프 몰로토프가 대필한 이 글은 1946년 9월 27일에 발송되었다. 스탈린의 견해를 대표하는 노비코프의 전보에는 부분적으로 다음과 같이 주장했다. "미국의 외교 정책은 미국 독점 자본주의의 제국주의적 경향을 반영하며, 세계 지배를 추구하는 특징을 지닌다." 미국은 영국과 협력하여 지배를 달성하려 할 것이지만, 그들의 협력은 "큰 내부 모순으로 인해 고통받고 있으며 지속될 수 없다. ... 근동은 현재 미국과 영국 사이에 도달한 합의를 폭파할 영미 간 모순의 중심지가 될 가능성이 매우 높다."
케넌은 1991년 디플로매틱 히스토리 저널에 기고한 글에서 노비코프의 전보에 대한 논평을 제공했다. 그는 부분적으로 "곤란에 처한 이 불쌍한 사람들이 이 글을 만들어냈다"고 썼지만, "그것은 단지 모스크바의 상사들에게 '옳습니다, 나리!'라고 말하는 방식일 뿐이었다"고 썼다.

## 포린 어페어스 기고문

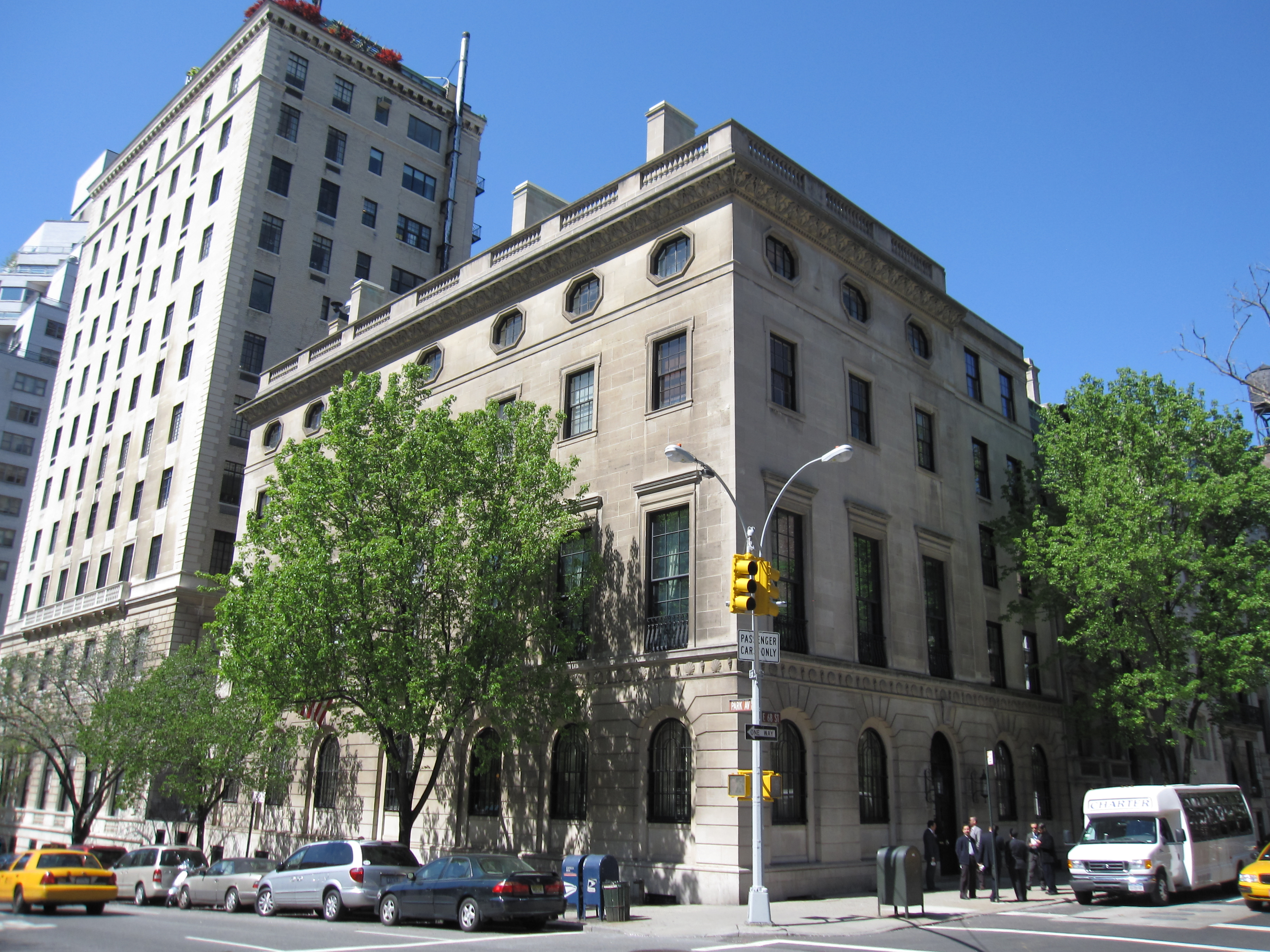
1947년 1월 해럴드 프랫 하우스에서 외교협회에 연설하는 것을 들은 후 R. 고든 와슨은 케넌에게 포린 어페어스에 기고문을 쓸 것을 권했다.

### 배경
1947년 1월 7일, 케넌은 뉴욕의 해럴드 프랫 하우스에 본부를 둔 외교협회에서 연설했다. 회의의 주제는 "소련의 외교 관계"였고, 소규모 그룹에게 공개되었으며 "기사화 불가"로 지정되었다. 케넌은 그 전에 수십 번 유사한 강연을 했기 때문에 서면 연설을 준비하지 않았다. 강연에서 그는 소련 지도자들이 마르크스-레닌주의 이데올로기와 러시아 역사에 뿌리박은 나머지 세계에 대한 관점을 논했다. 소련은 대부분 상상 속의 외부 적들을 지적하며 자신들의 독재를 정당화했다. 변화가 일어나려면 미국과 동맹국들은 "도발적이지 않은 방식으로" 소련을 "봉쇄"해야 할 것이라고 했다.
국제 은행가 R. 고든 와슨은 이 토론에 참석하여 케넌에게 깊은 인상을 받았고, 협회가 그의 강연을 자신들의 저널 포린 어페어스에 출판하도록 수정할 것을 제안했다. 저널 편집자 해밀턴 피시 암스트롱은 토론에 참석하지 않았지만 1월 10일 케넌에게 강연을 기고문으로 수정해 달라고 요청했다. 케넌은 2월 4일자 서신으로 암스트롱에게 답장을 보내 "내 이름으로 러시아에 대해 가치 있는 글을 쓸 수는 없다. 익명 기고문이나 가명 기고문에 관심이 있다면... 필요한 조치를 취할 수 있을지도 모른다"고 썼다. 암스트롱은 3월 7일 케넌의 제안에 동의하며 "익명의 단점"이 기고문의 잠재적 중요성에 의해 상쇄된다고 썼다.
국무부에서 잠시 휴가를 낸 케넌은 미국 국방참모대학교에서 강사로 일했다. 그의 업무는 새로운 에세이를 쓸 시간을 거의 주지 않았고, 그래서 그는 재활용할 이전 작품을 찾았다. 1946년 1월, 포레스탈은 케넌에게 스미스 칼리지 교수 에드워드 F. 윌렛의 "변증법적 유물론과 러시아 목표"라는 글에 대한 분석을 요청했다. 케넌은 이 글에 깊은 인상을 받지 못했지만, 그 글을 비난하기보다는 새로운 분석을 발표하기로 결정했다. "소련 외교 정책의 심리적 배경"이라는 제목의 이 글은 약 6천 단어에 달했다. 1946년 1월 말 그는 이를 포레스탈에게 보냈고, 포레스탈은 "매우 훌륭하게 작성되었다"고 묘사한 후 마셜 장군에게 보냈다. 3월 10일 포레스탈의 보좌관인 존 T. 코너에게 보낸 서신에서 케넌은 이 글을 포린 어페어스에 익명으로 출판하는 것이 적절한지 문의했다. 포레스탈은 동의했고, 국무부 비공식 출판 위원회도 동의했다.
케넌은 이 글에 몇 가지 사소한 수정을 가하고, 자신의 이름을 지우고 그 자리에 "X"라고 썼다. 그는 저작권에 대한 주석을 덧붙여 다음과 같이 썼다. "이 기고문의 저자는 실질적으로나 학문적으로 러시아 문제에 오랜 경험을 가진 사람이지만, 그의 직책 때문에 자신의 이름으로 그들에 대해 글을 쓸 수 없다." 암스트롱은 케넌의 글을 "소련 행동의 원천"이라는 제목으로 출판했으며, 케넌의 주석을 삭제하고 식별자로 "X"만 남겼다.

### "소련 행동의 원천"
... 소련에 대한 미국 정책의 주요 요소는 러시아의 팽창주의적 경향에 대한 장기적이고 인내심 있으면서도 확고하고 경계심 있는 봉쇄여야 한다는 점이 분명하다.

케넌의 글은 소련 지도자들이 어떻게 마르크스-레닌주의에 의해 형성되었는지를 설명하는 것으로 시작하는데, 이는 대중의 지지 부족에도 불구하고 스탈린과 다른 지도자들이 권력을 유지해야 하는 이유에 대한 "의사 과학적 정당화" 역할을 했다. 때때로 에드워드 기번의 로마 제국 쇠망사를 인용하며, 그는 소련 지도자들의 외부 세계에 대한 "공격적인 불굴성"이 그들 스스로 도발했던 "불순종을 징벌하도록" 강요했다고 썼다. 권력을 유지하기 위해 소련 지도자들은 외부 위협에 대한 환상을 유지해야 할 것이라고 했다.
... [소련] 지도부는 특정 순간에 대의에 유용한 어떤 특정한 명제를 전술적 목적으로 내세울 자유가 있으며, 운동 전체 구성원들에게 그 명제의 충실하고 무조건적인 수용을 요구할 수 있다. 이는 진실이 불변의 것이 아니라 실제로는 소련 지도자들 스스로가 모든 면에서 창조한다는 것을 의미한다.

그러나 소련은 서방을 즉시 전복시키려 하지 않았는데, 자본주의는 필연적으로 실패할 것이라는 것이 그들의 이데올로기 내에 암묵적으로 포함되어 있었기 때문이다. 그들은 대신 "세계 권력의 분지에서 이용 가능한 모든 구석과 틈새를 채우는 것"이라는 장기적 목표에 집중할 것이라고 했다. 그들에 대항하기 위해 미국은 소련의 팽창주의적 야망을 봉쇄하기 위한 장기 전략이 필요할 것이었다. 케넌은 소련에 대한 봉쇄는 지리적, 정치적 관심사의 변화하는 지점에 "반대 세력"을 적용하는 것을 요구할 것이라고 설명한다. 모든 지리적 지역이 동등하게 중요하게 여겨지는 이 "경계 방어" 개념은 미국이 "평화롭고 안정적인 세계의 이익을 침해하려는 움직임을 보이는 모든 지점에서 러시아와 변경 불가능한 반대 세력으로 맞서야 한다"는 것을 요구했다.
봉쇄 정책은 장기적으로 성공을 거둘 것이었다. 소련 경제는 원시적이었고 정부 지도부는 질서 있는 승계 절차가 부족했기 때문이다. 소련 정치의 어떤 혼란도 "[국가를] 하룻밤 사이에 가장 강한 국가에서 가장 약하고 비참한 국가 중 하나로 변화시킬" 가능성을 내포하고 있었다. 케넌은 봉쇄 정책이 소련에게 특히 적합하다고 생각했는데, 이는 나폴레옹이나 아돌프 히틀러 같은 지도자들에게서 볼 수 없는 인내심을 마르크스-레닌주의 이데올로기가 조장하기 때문이었다. 그는 이어서 다음과 같이 말한다. "... 크렘린은 서둘러 목표를 달성해야 한다는 이념적 강박에 시달리지 않는다. 교회와 마찬가지로, 그들은 장기적인 유효성을 지닌 이념적 개념을 다루고 있다. ... 그들은 미래의 헛된 보석을 위해 혁명의 기존 성과를 위험에 빠뜨릴 권리가 없다."
... 소련의 권력은 그 개념의 자본주의 세계처럼 스스로 붕괴의 씨앗을 품고 있으며, 이 씨앗의 발아는 잘 진행되어 있다는 가능성이 여전히 남아 있다 (그리고 이 글쓴이의 의견으로는 강하다).
봉쇄의 최종 결과는 "소련 권력의 해체 또는 점진적인 완화"를 가능하게 할 것이다. 소련이 직면할 수밖에 없는 무기한적인 좌절은 그들이 상황의 현실에 적응하도록 만들 것이다. 이 전략은 미국이 스스로의 문제를 성공적으로 관리하는 것을 요구하며, 케넌은 다음과 같이 결론지었다. "파괴를 피하기 위해 미국은 단지 자신의 최고의 전통에 부합하고 위대한 국가로서 보존할 가치가 있음을 증명하기만 하면 된다. 확실히, 이것보다 더 공정한 국가적 자질의 시험은 결코 없었다."

## 포린 어페어스 기고문의 영향

### 즉각적인 영향
암스트롱은 1947년 5월 케넌에게 다음과 같이 편지를 썼다. "편집자로서 거의 수정할 필요가 없는 글을 다루는 것은 기쁨이다. ... 당신뿐만 아니라 우리를 위해서도 당신의 이름으로 실릴 수 있었으면 좋았을 텐데." 작성과 출판 사이의 긴 지연(약 5개월)으로 인해 이 글은 최근 그리스와 튀르키예의 공산주의 봉기에 대해 논하지 않았고, 트루먼 독트린도 언급하지 않았다. 이 글은 포린 어페어스의 다음 호인 1947년 7월호에 실릴 예정이었다. 당시 19,000명이 넘는 구독자와 당시로서는 비싼 $1.25( inflation|US|1.25|1947|fmt=eq )의 표지 가격 때문에 이 잡지는 널리 유통되지 않았다. 7월호는 정기적인 구매 동향에서 벗어나지 않았지만, 언론인 아서 크록이 7월 8일자 뉴욕 타임스 칼럼에서 "X" 기고문에 대한 관심을 끌면서 상황이 달라졌다. 크록은 "소련 행동의 원천"의 주요 요지가 "크렘린과의 유화책이 실패로 판명된 후 미국 정부가 채택한 것과 정확히 일치한다"고 시사하며, 이 글의 저자가 "외국인으로서 가능한 한 가장 가까운 거리에서" 소련을 연구했음이 분명하다고 썼다. 크록은 저자의 견해가 "워싱턴의 여러 공식 파일에 '최고 기밀'로 표시된 것과 매우 유사하다"고 결론 내린다.
크록의 칼럼은 포린 어페어스 복사본에 대한 주문 쇄도를 초래했다. 그는 칼럼에서 케넌을 "X"로 지칭하지 않았지만, 케넌의 신원을 밝히는 데 일조했다. 포레스탈이 크록에게 케넌의 이름이 끝에 남아 있는 포린 어페어스로 보낸 초고본을 보게 했기 때문이다. 다른 외교관들은 글의 독특한 문체와 에드워드 기번의 인용 때문에 케넌이 저자임을 의심했다. 소문이 퍼지자 국무부는 아무런 논평도 하지 않았다. 미국 공산당의 신문인 데일리 워커는 7월 9일 "X'는 국무부 보조원임이 밝혀지다: 소련 정부 전복 요구"라는 헤드라인으로 케넌의 신원에 대한 이야기를 보도했다.
케넌의 국무부 내 역할은 그 기고문에 공식 정책 선언의 권위를 부여했다. 그가 그 기고문을 미국 외교 정책에 대한 포괄적인 진술로 의도하지 않았음에도 불구하고, 뉴스위크의 7월 21일자 기사는 "X" 기고문이 트루먼 독트린과 마셜 플랜 모두에 대한 근거를 제공했으며, "이 나라가 앞으로 수년 동안 추구할 경로를 그려냈다"고 설명했다. 마셜은 케넌과 기고문이 받는 관심의 양에 대해 우려하여 케넌과 비공개 회의를 가졌다. 케넌의 "유능한 공식 위원회에 의해 출판이 승인되었다"는 설명에 마셜은 만족했지만, "내가 보기에 그가 지금 이끄는 부서의 이상한 방식에 대한 놀라움에서 회복하기까지는 오랜 시간이 걸렸다"고 말했다.

### 월터 리프먼의 비판
정치 평론가 월터 리프먼은 이 기고문에 대해 반응했는데, 1947년 9월 2일에 첫 칼럼이 실린 뉴욕 헤럴드 트리뷴에 14개의 칼럼으로 걸쳐 게재되었다. 리프먼의 분석은 널리 읽혔고, 그의 1947년 저서 "냉전"에 수록되었다. 리프먼은 이 기고문이 "전략적 괴물"을 제시하여 소련에게 어떠한 갈등에서도 주도권을 주었으며, 그 결과 미국이 "무질서하고 분열되며 약하거나 혼란스러운 국가, 부족, 파벌의 연합"에 의존하게 되었다고 비판했다.
리프먼은 케넌의 기고문이 자신이 반대했던 트루먼 독트린에 영감을 주었다고 잘못 결론지었다. 케넌의 기고문은 1947년 1월 말에 완성되었고, 트루먼은 1947년 3월 12일 연설에서 자신의 독트린을 발표했다. 이러한 연대기에도 불구하고, 개디스는 다음과 같이 썼다. "그것이 그 연설의 초안 작성에 영향을 미쳤다는 증거는 없으며, 케넌이 리프먼이 나중에 반대한 언어를 삭제하려고 노력했다는 풍부한 증거가 있다." 그러나 리프먼에게 이 글은 "소련 행동의 원천에 대한 분석적 해석일 뿐만 아니라, 적어도 트루먼 독트린으로 알려진 미국 외교 정책의 원천에 대한 중요한 문서이기도 하다."
케넌은 기고문을 급하게 작성했기 때문에 그 안에 표현된 일부 견해를 후회했으며, 리프먼의 일부 비판에 동의했다. 케넌이 최종 초안을 4월 11일(트루먼 독트린 발표 한 달 후)에야 보냈음에도 불구하고, 그는 독트린의 일부에 동의하지 않았음에도 불구하고 수정하지 않았다. 케넌의 국무부 내 직책은 그가 공개적으로 해명하는 것을 주저하게 만들었으며, 그는 1967년 회고록 첫 권을 출판할 때까지 응답하지 않았다.

### 장기적 영향
"소련 행동의 원천"은 "봉쇄"라는 용어를 널리 알렸다. 1979년 회고록에서 이 기고문을 회고하며 헨리 키신저는 "조지 케넌은 우리 역사상 어떤 외교관보다도 자신의 시대의 외교 교리를 작성하는 데 근접했다"고 썼다. 개디스는 리프먼의 비판에 직면한 케넌의 침묵이 봉쇄라는 개념이 "이 표현을 아는 대부분의 사람들의 마음속에서 트루먼 독트린과 동의어"가 되는 결과를 초래했다고 썼다. 개디스는 더 나아가 어떤 이들은 "눈에 띄지만 오해의 소지가 있는 'X' 기고문"에 지나치게 강조를 둠으로써 케넌의 견해를 잘못 해석했다고 썼다.
기고문에서 케넌은 "반압력" 대신 "반대세력"이라는 용어를 사용했고 그 의미를 설명하지 않았는데, 이는 회고록에서 독자들에게 혼란을 야기했다고 인정했다. 케넌은 기고문이 출판된 후 경계 방어에 대한 자신의 견해를 재평가하고, 대신 방어를 특정 지역에 집중하는 "요충지 방어" 개념으로 전환했다.
케넌은 회고록에서 "나의 모든 외교 경험은 다소 북부 고위도 지방에서 이루어졌다"고 회상했다. 토머스 보스텔만은 케넌이 유럽 밖에서 경험한 것이 거의 없었다는 점이 아프리카, 아시아, 중동, 라틴 아메리카 사람들에 대한 그의 혐오감에 기여했다고 썼다. "그는 그들을 충동적이고, 광신적이며, 무지하고, 게으르고, 불행하며, 정신 질환 및 기타 생물학적 결함에 취약한 존재로 뭉뚱그려 생각하는 경향이 있었다." 1967년에 출판된 그의 회고록 첫 권에서 케넌은 소련의 전제 정치를 지도자들의 "동양적인 비밀주의와 음모의 태도"와 연결시킨다. 1942년 강연에서 그는 1917년 볼셰비키 혁명이 러시아인들이 "서구화"되지 않았고 대신 "17세기 준아시아인"이었음을 드러냈다고 설명했다. 보스텔만은 또한 케넌의 인종에 대한 관점이 그에게만 독특한 것이 아니라 동시대 미국 정책 입안자들 사이에서 흔했다는 점을 썼다.

## 같이 보기
- "A National Strategic Narrative" by Mr. Y, also known as the Y Article, which was later inspired by the "X Article"
- 마틴 말리아, 그의 소련 쇠퇴에 관한 에세이 "스탈린 묘에 바쳐"는 "Z"라는 가명으로 출판되었다.

## 내용주
1. 1 2  케넌은 회고록에서 이 전보가 브레턴우즈 회의에 참여했음에도 불구하고 국제 통화 기금과 세계은행에 가입을 거부한 소련에 대한 재무부의 "당혹스러운 절규"에 대한 답변이었다고 썼다.[1] 역사가 존 루이스 개디스는 초기 저서와 강연에서도 같은 설명을 제공했으며,[2] 그의 1997년 저서 "우리는 이제 안다"에서도 마찬가지였다.[3] 그러나 2011년 케넌의 전기에서는 이 설명을 "오류"라고 설명했다.[2] 케넌은 1946년 2월 "긴 전보"를 발표하기 전인 1946년 1월에 IMF와 세계은행 가입 거부에 대한 별도의 설명을 제공했다.[4]
2. ↑  케넌은 회고록에서 전보의 길이가 "약 8천 단어"라고 잘못 설명했다.[1] 개디스는 2011년 케넌의 전기에서 스스로 수정하기 전까지 초기 저서와 강연에서 같은 길이를 제공했다.[2]
3. ↑  같은 서신에서 매튜스는 긴 전보가 "내 생각에 내가 본 외교부 문서 중 가장 훌륭한 분석적 글이며, 여기서 최고위층에서는 미래 소련 정책의 기본 개요로 받아들여지고 있다"고 썼다.[36] 그는 그 독자들 중에 국무장관, 육군장관, 해군장관, 그리고 육군과 해군의 최고위층이 포함된다고 언급한다.[36]
4. ↑  케넌은 회고록에서 자신이 이 글을 원래 포레스탈의 "사적인 개인적 교양"을 위해서만 썼다고 썼다.[49] 개디스는 이러한 특징화에 이의를 제기하며, 이 글이 한 사람만을 위한 것이라고 하기에는 너무 신중하게 구성된 것 같다고 썼다. "그 어조는 목회자들이 보통 설교단을 찾는 강력한 설교와 같다."[50]
5. ↑  1947년 7월호는 6월 말에 처음 나왔다.[71]
6. ↑  리프먼의 책은 "냉전"이라는 용어가 냉전적 지정학적 갈등에 처음 적용된 사례 중 하나였다.[78] Lippmann 1947을 참조.
7. ↑  개디스는 예시로 Wright 1976, Mark 1978, 그리고 Halle 1967, 106–108쪽를 지적한다.[83]

### 인용
1. 1 2  Kennan 1983, quoted in Gaddis 2011, 216쪽.
2. 1 2 3  Gaddis 2011, 718n40쪽.
3. 1 2 3  Gaddis 1997, 193쪽.
4. 1 2 3  Gaddis 2011, 216쪽.
5. 1 2  Gaddis 2011, 227쪽.
6. 1 2  Kissinger 1979, 135쪽, quoted in Gaddis 2011, 249쪽.
7. ↑  Gaddis 2011, 226–227쪽.
8. ↑  Gaddis 2011, 216–217쪽.
9. ↑  Gaddis 2011, 217, 718n43쪽.
10. 1 2 3  Leffler 2007, 55쪽.
11. 1 2  Gaddis 2005a, 21쪽.
12. 1 2 3  Gaddis 2011, 217쪽.
13. ↑  Gaddis 2011, 217–218쪽.
14. 1 2 3 4 5  Gaddis 2011, 218쪽.
15. ↑  Gaddis 2011, 216, 218쪽.
16. 1 2  Gaddis 2011, 218–219쪽.
17. ↑  Miscamble 1993, 25쪽.
18. 1 2 3  Gaddis 2011, 219쪽.
19. 1 2 3  Gaddis 2005b, 30쪽.
20. ↑  Gaddis 2011, 219–220쪽.
21. 1 2 3 4 5 6 7  Gaddis 2011, 220쪽.
22. 1 2 3 4  Gaddis 2005b, 29쪽.
23. 1 2 3 4 5  Gaddis 2011, 221쪽.
24. ↑  Gaddis 1997, 288쪽.
25. ↑  Gaddis 2011, 218, 229쪽.
26. ↑  Gaddis 2005a, 20쪽.
27. ↑  Leffler 2005, 26쪽.
28. ↑  Gaddis 2005a, 24쪽.
29. ↑  Kennan 1983, quoted in Gaddis 2011, 222쪽.
30. ↑  Miscamble 1993, 28쪽.
31. ↑  Schmitz 1999, 149쪽.
32. 1 2  Halle 1967, 105쪽, quoted in Miscamble 1993, 26쪽.
33. ↑  Gaddis 2005a, 404n2쪽; Miscamble 1993, 26–27쪽.
34. ↑  Miscamble 1993, 26쪽.
35. ↑  Kennan 1983, quoted in Gaddis 2005a, 20쪽.
36. 1 2 3 4 5  Gaddis 2011, 226쪽.
37. ↑  Leffler 2005, 28쪽.
38. ↑  Gaddis 2005b, 29–30쪽.
39. ↑  Jensen 1993, 75쪽, quoted in Gaddis 2005b, 30쪽.
40. 1 2  Jensen 1993, 3–16쪽, quoted in Gaddis 2005b, 30쪽.
41. ↑  Gaddis 2011, 229쪽.
42. ↑  Gaddis 2011, 718n11, 762쪽.
43. ↑  Kennan 1991, 540–541쪽, quoted in Gaddis 2011, 230쪽.
44. ↑  Gaddis 2011, 249–250쪽.
45. ↑  Gaddis 2011, 250쪽.
46. 1 2 3  Gaddis 2011, 251쪽.
47. ↑  Gaddis 2011, 258쪽.
48. 1 2 3  Gaddis 2011, 259쪽.
49. ↑  Kennan 1983, quoted in Gaddis 2011, 261쪽.
50. 1 2 3 4 5  Gaddis 2011, 261쪽.
51. ↑  Gaddis 2011, 259, 720n23쪽.
52. ↑  Gaddis 2005a, 259쪽.
53. ↑  Gaddis 2011, 259, 262쪽.
54. ↑  Kennan 2012, 125쪽.
55. ↑  Kennan 2012, 115쪽, quoted in Gaddis 2011, 259쪽.
56. ↑  Kennan 2012, 115쪽.
57. ↑  Kennan 2012, 118쪽, quoted in Gaddis 2011, 259쪽.
58. ↑  Kennan 2012, 123쪽, quoted in Gaddis 2011, 259–260쪽.
59. 1 2 3  Gaddis 2011, 260쪽.
60. ↑  Kennan 2012, 125쪽, quoted in Gaddis 2011, 260쪽.
61. ↑  Gaddis 2005a, 56쪽.
62. ↑  Kennan 2012, 132쪽, quoted in Gaddis 2005a, 57쪽.
63. ↑  Kennan 2012, 131쪽, quoted in Gaddis 2011, 260쪽.
64. ↑  Gaddis 2005a, 381–382쪽.
65. ↑  Kennan 2012, 124쪽, quoted in Gaddis 2005a, 382쪽.
66. ↑  Kennan 2012, 132쪽.
67. ↑  Kennan 2012, 134쪽, quoted in Gaddis 2011, 261쪽.
68. ↑  Kennan 2012, 134쪽, quoted in Gaddis 2005a, 35쪽.
69. ↑  Gaddis 2011, 261, 720n25쪽.
70. ↑  Gaddis 2011, 261, 271쪽.
71. 1 2 3 4 5  Gaddis 2011, 271쪽.
72. 1 2 3  Krock 1947, quoted in Gaddis 2011, 271쪽.
73. 1 2 3 4 5 6  Gaddis 2005a, 25쪽.
74. ↑  Gaddis 2011, 271–272쪽.
75. 1 2  Gaddis 2011, 272쪽.
76. ↑  Gaddis 2011, 272, 721n47쪽.
77. ↑  Kennan 1983, quoted in Gaddis 2011, 272쪽.
78. 1 2 3 4 5 6  Gaddis 2011, 273쪽.
79. 1 2  Gaddis 2011, 273–274쪽.
80. 1 2  Gaddis 2011, 275쪽.
81. ↑  Gaddis 2005a, 24–25쪽.
82. ↑  Gaddis 2005a, 53쪽.
83. ↑  Gaddis 2005a, 53, 404n2쪽.
84. ↑  Gaddis 2005a, 48n쪽.
85. ↑  Gaddis 2005a, 57쪽.
86. ↑  Kennan 1983, 181쪽, quoted in Borstelmann 2005, 321쪽.
87. 1 2 3  Borstelmann 2005, 321쪽.
88. ↑  Kennan 1983, 551쪽, quoted in Borstelmann 2005, 321쪽.

#### 서적
- Borstelmann, Thomas (2005). 〈The United States, the Cold War, and the color line〉.   Leffler, Melvyn P.; Painter, David S. 《Origins of the Cold War: An International History》 Seco판. New York: Routledge. 317–332쪽. ISBN 0-415-34109-4.
- Gaddis, John Lewis (1997). 《We Now Know: Rethinking Cold War History》. Oxford: Oxford University Press. ISBN 0-19-878071-0.
- Gaddis, John Lewis (2005a) [1982]. 《Strategies of Containment: A Critical Appraisal of American National Security Policy during the Cold War》 Revis a Expa판. New York: Oxford University Press. ISBN 978-0-19-517447-2.
- Gaddis, John Lewis (2005b). 《The Cold War: A New History》. New York: Penguin Press. ISBN 978-0-14-303827-6.
- Gaddis, John Lewis (2011). 《George F. Kennan: An American Life》. New York: Penguin Books. ISBN 978-0-14-312215-9.
- Halle, Louis (1967). 《The Cold War as History》. New York: Harper & Row.
- Jensen, Kenneth M., 편집. (1993). 《Origins of the Cold War: The Novikov, Kennan, and Roberts "Long Telegrams" of 1946》. Washington: United States Institute of Peace Press. ISBN 1-878379-27-5.
- Kennan, George F. (1983) [1967]. 《Memoirs: 1925–1950》. New York: Pantheon.
- Kennan, George F. (2012). 〈The Sources of Soviet Conduct〉. 《American Diplomacy》 60-Anniversary Expa판. Chicago: University of Chicago Press. 113–134쪽. ISBN 978-0-226-43148-2.
- Kissinger, Henry A. (1979). 《White House Years》. Boston: Little, Brown. ISBN 0-316-49661-8.
- Leffler, Melvyn P. (2005). 〈National security and US foreign policy〉.   Leffler, Melvyn P.; Painter, David S. 《Origins of the Cold War: An International History》 Seco판. New York: Routledge. 15–41쪽. ISBN 0-415-34109-4.
- Leffler, Melvyn P. (2007). 《For the Soul of Mankind: The United States, the Soviet Union, and the Cold War》. New York: Hill and Wang. ISBN 978-0-374-53142-3.
- Lippmann, Walter (1947). 《The Cold War: A Study in U.S. Foreign Policy》. New York: Harper & Row. ISBN 9780061317231.
- Miscamble, Wilson D. (1993). 《George F. Kennan and the Making of American Foreign Policy, 1947–1950》. Princeton: Princeton University Press. ISBN 978-0-691-02483-7.
- Schmitz, David F. (1999). 〈Cold War (1945–91): Causes〉.   Chambers, John Whiteclay; Anderson, Fred; Eden, Lynn; Glatthaar, Joseph T.; Spector, Ronald H. 《The Oxford Companion to American Military History》. New York: Oxford University Press. ISBN 0-19-507198-0.

#### 저널 및 신문 기사
- Gati, Charles (1972). 《What Containment Meant》. 《Foreign Policy》. 22–40쪽. doi:10.2307/1147751. ISSN 0015-7228. JSTOR 1147751.
- Kennan, George F. (1991). 《Commentary》. 《Diplomatic History》 15. 539–543쪽. doi:10.1111/j.1467-7709.1991.tb00147.x. ISSN 0145-2096. JSTOR 24912135.
- Krock, Arthur (1947년 7월 8일). “A Guide to Official Thinking About Russia”. 《뉴욕 타임스》. 22면.
- Mark, Eduard (1978). 《The Question of Containment: A Reply to John Lewis Gaddis》. 《Foreign Affairs》 56. 430–441쪽. doi:10.2307/20039861. ISSN 0015-7120. JSTOR 20039861.
- Wright, C. Ben (1976). 《Mr. "X" and Containment》. 《Slavic Review》 35. 1–31쪽. doi:10.2307/2494817. ISSN 0037-6779. JSTOR 2494817.

## 더 읽어보기
- Kennan, George F. (July 1947). 《The Sources of Soviet Conduct》. 《포린 어페어스》 25. 566–582쪽. doi:10.2307/20030065. ISSN 0015-7120. JSTOR 20030065.